# Група армій «Північна Україна»
Гру́па а́рмій «Півні́чна Украї́на» (нім. Heeresgruppe Nordukraine) — німецька група армій, утворена під кінець березня 1944 року, (очолювали: генерал-полковник Й.Гарпе, з 17 січня — генерал-полковник Ф. Шернер) складалася з 4-ї і 1-ї німецьких танкових армій і 1-ї угорської армії, нараховувала до 42 дивізій, з них 5 танкових і 1 моторизовану, і мала 600 тисяч чоловік (із частинами тилу 900 тисяч чоловік), 900 танків і штурмових артилерійських систем, 6300 артилерійських систем і мінометів, 700 літаків. До середини липня створена оборона із трьох смуг загальною глибиною 40-50 км, не вважаючи зовнішніх і внутрішніх обводів навколо Львова.

## Командувачі
- генерал-полковник Вальтер Модель (30 березня — 16 серпня 1944);
- генерал-полковник Йозеф Гарпе (16 серпня — 23 вересня 1944).